# Рама (народ)
Рама — нечисленний центральноамериканський індіанський народ, що належить до групи чибча. Проживають у місті Рама (Нікарагуа), та на західному узбережжі Карибського моря.
Мова рама майже витіснена креолізованою англійською, незначна частина населення рама володіє мовою мискіто та іспанською.
Окрім традиційних вірувань, дотримуються протестантизму («Моравські брати»). 
Традиційні заняття народу рама включають ручне підсічно-вогневе землеробство (батат, квасоля, банани, кукурудза, цукрова тростина, солодкий маніок, персикова пальма), полювання, збиральництво, рибальство, розведення свиней, курей, індиків. Чоловіки переважно працюють на наймі, жінки виготовляють сувеніри на продаж.
Представники народу живуть великими полігінними сім'ями (квінбалут, кзіма), що мешкають у просторих оселях. Громада розділена на дві ритуальні половини, на чолі яких стоїть рада лідерів.
У релігійних віруваннях збереглися традиційна міфологія, шаманство, обряди.